# دانيال نجوين
دانيال كاو نجوين (من مواليد 16 أكتوبر 1990) هو لاعب تنس غير نشط. وهو أول لاعب فيتنامي أمريكي يشارك في بطولة التنس المفتوحة في الولايات المتحدة. وقد فاز بإجمالي 15 لقبًا فرديًا و5 ألقاب في بطولة Futures ولقبين في بطولة Challenger للزوجي حتى ديسمبر 2019.

## روابط خارجية
- دانيال نجوين على موقع رابطة محترفي التنس (الإنجليزية)
- دانيال نجوين على موقع الاتحاد الدولي لكرة المضرب (الإنجليزية)
- دانيال نجوين على موقع اتحاد التنس الأسترالي (الإنجليزية)
- دانيال نجوين على موقع خلاصة التنس.كوم (الإنجليزية)
- دانيال نجوين على موقع إي إس بي إن.كوم (الإنجليزية)